# Digicel
Digicel Group, más conocido como Digicel o Digicel Caribbean, es una compañía de telecomunicaciones fundada en Bermuda y con sede en Jamaica, opera en gran parte del Caribe. La empresa ofrece una variada gama de servicios relacionados con las telecomunicaciones entre los que se incluyen una extensa red de teléfonos móviles y servicio de conexión a internet.

## Historia
Digicel Group, inicia en el año 2000 con la obtención de una licencia para la operación de una red GSM en Jamaica; inicio operaciones en abril de 2001 y en los primeros 100 días de operaciones alcanzó una cartera de 100.000 clientes. Luego de 13 meses, superó los 400.000 usuarios en Jamaica, superando al operador existente.
Digicel Jamaica, inicia operaciones en otros territorios del Caribe repitiendo en varias ocasiones el éxito alcanzado con su matriz. El 30 de marzo de 2012, Digicel ha hecho la adquisición de Comcel / Voila, su principal competidor en el mercado haitiano.

## Operaciones Regionales
Las operaciones del grupo se extienden a 21 países o territorios (octubre de 2006).
| Territorio                                                      | Frecuencia en GSM y CDMA | Frecuencia en GSM y CDMA | Sitio local | Sitio local |
| --------------------------------------------------------------- | ------------------------ | ------------------------ | --- | ----------- |
| Anguila                                                         | 900/1900 MHz             | 1900 MHz (planned)       | Digicel Anguilla                                                                                                  |             |
| Antigua y Barbuda                                               | 850/900 MHz              | 800 MHz (planned)        | Digicel Antigua & Barbuda                                                                                         |             |
| Aruba                                                           | 900/1800 MHz             | 1900 MHz                 | Digicel Aruba |             |
| Barbados                                                        | 900/1800/1900 MHz        | 800/1900 MHz             | Digicel Barbados Archivado el 21 de septiembre de 2021 en Wayback Machine.                                        |             |
| Bermuda                                                         | 1900 MHz                 | 1900 MHz                 | Digicel Bermuda                                                                                                   |             |
| Bonaire                                                         | 900/1800 MHz             | NO CDMA                  | Digicel Bonaire                                                                                                   |             |
| Curazao                                                         | 900/1800/1900 MHz        | 1900 MHz (planned)       | Digicel Curazao                                                                                                   |             |
| Dominica                                                        | 900/1900 MHz             | 1900 MHz (planned)       | Digicel Dominica                                                                                                  |             |
| Ecuador                                                         | 900 MHz                  | NO CDMA                  | Digicel Ecuador (enlace roto disponible en Internet Archive; véase el historial, la primera versión y la última). |             |
| El Salvador                                                     | 900 MHz                  | 900 MHz                  | Digicel El Salvador Archivado el 17 de octubre de 2021 en Wayback Machine.                                        |             |
| Guyana Francesa                                                 | 900/1800 MHz             | NO CDMA                  | Digicel French Windies & French Guiana                                                                            |             |
| Granada                                                         | 900/1800/1900 MHz        | 1900 MHz (planned)       | Digicel Grenada                                                                                                   |             |
| Guadalupe                                                       | 900/1800 MHz             | NO CDMA                  | Digicel French Windies & French Guiana                                                                            |             |
| Guatemala (planned)*                                            | 900 MHz                  | NO CDMA                  | Digicel Group |             |
| Guyana                                                          | 900 MHz                  | NO CDMA                  | Digicel Guyana |             |
| Haití                                                           | 1800/1900 MHz            | NO CDMA                  | Digicel Haití |             |
| Islas Caimán                                                    | 850/900/1800/1900 MHz    | 800/1900 MHz             | Digicel Cayman Islands                                                                                            |             |
| Jamaica                                                         | 900/1800/1900 MHz        | 1900 MHz                 | Digicel Jamaica                                                                                                   |             |
| Martinica                                                       | 900/1800 MHz             | NO CDMA                  | Digicel French Windies & French Guiana                                                                            |             |
| Panamá (se retiró del País) por competencia de otras operadoras | 1900 MHz                 | 1900 MHz                 | Digicel Panamá |             |
| San Cristóbal y Nieves                                          | 900/1800/1900 MHz        | 1900 MHz (planned)       | Digicel Saint Kitts & Nevis                                                                                       |             |
| Santa Lucía                                                     | 900/1800/1900 MHz        | 1900 MHz (planned)       | Digicel St. Lucia                                                                                                 |             |
| San Vicente y Las Granadinas                                    | 900/1800/1900 MHz        | 1900 MHz (planned)       | Digicel Saint Vincent & the Grenadines                                                                            |             |
| Surinam                                                         | 900 MHz                  | NO CDMA                  | Digicel Suriname                                                                                                  |             |
| Turcas y Caicos                                                 | 900/1900 MHz             | 1900 MHz (planned)       | Digicel Turks & Caicos                                                                                            |             |
| Trinidad y Tobago                                               | 850/1900 MHz             | 800/1900 MHz (planned)   | Digicel Trinidad & Tobago                                                                                         |             |

- El operador posee una licencia de operación para GSM 900 en Guatemala, la empresa aún no lanza operaciones comerciales, y no ha anunciado el inicio de ella próximamente, originalmente planeaba realizar el lanzamiento comercial en febrero de 2008, cumpliendo así con autorización para iniciar servicios de telefónica móvil vigente hasta junio de 2008, algo que finalmente no sucedió.

Digicel Group se encuentra desarrollando en algunos de sus mercados redes 3G basadas en CDMA completamente nuevas, principalmente en la frecuencia de 1900 MHz; paralelas a las ya existentes GSM/GPRS/EDGE, aunque ya contaba con red LTE, dando sus primeras funciones en Panamá (2018), dejando buenas impresiones al público.
Digicel antes tenía operaciones en Honduras, pero fue adquirida por América Móvil en 2012
El 20 de abril de 2024, Digicel cerró sus operaciones en Panamá tras no lograr adjudicar la licitación para operar y explotar el servicio de comunicaciones personales, luego de que el proceso de licitación por la ASEP concluyera sin adjudicación debido al desistimiento de la única empresa interesada.
La salida de Digicel del mercado panameño se produjo en un contexto de cambios significativos en el sector de telecomunicaciones del país, incluyendo la fusión de Cable & Wireless Panamá y Claro Panamá, lo cual redujo el número de operadores principales en el mercado
Tras el anuncio, Digicel solicitó a sus clientes que, en un plazo de 30 días a partir del 20 de marzo de 2024, migraran a otras redes para conservar sus números telefónicos.

## Digicel Sports
En 2018 nace Digicel-Sports, un portal multiplataformas con presencia en redes sociales, sitio web, aplicación y mensajería de texto. Con funciones en El Salvador, Panamá, Haití y Jamaica.